# Liste der Rektoren der Masaryk-Universität
Die Liste der Rektoren der Masaryk-Universität führt alle Personen auf, die das Amt des Rektors der Masaryk-Universität im tschechischen Brünn seit deren Gründung im Jahr 1919 ausgeübt haben.

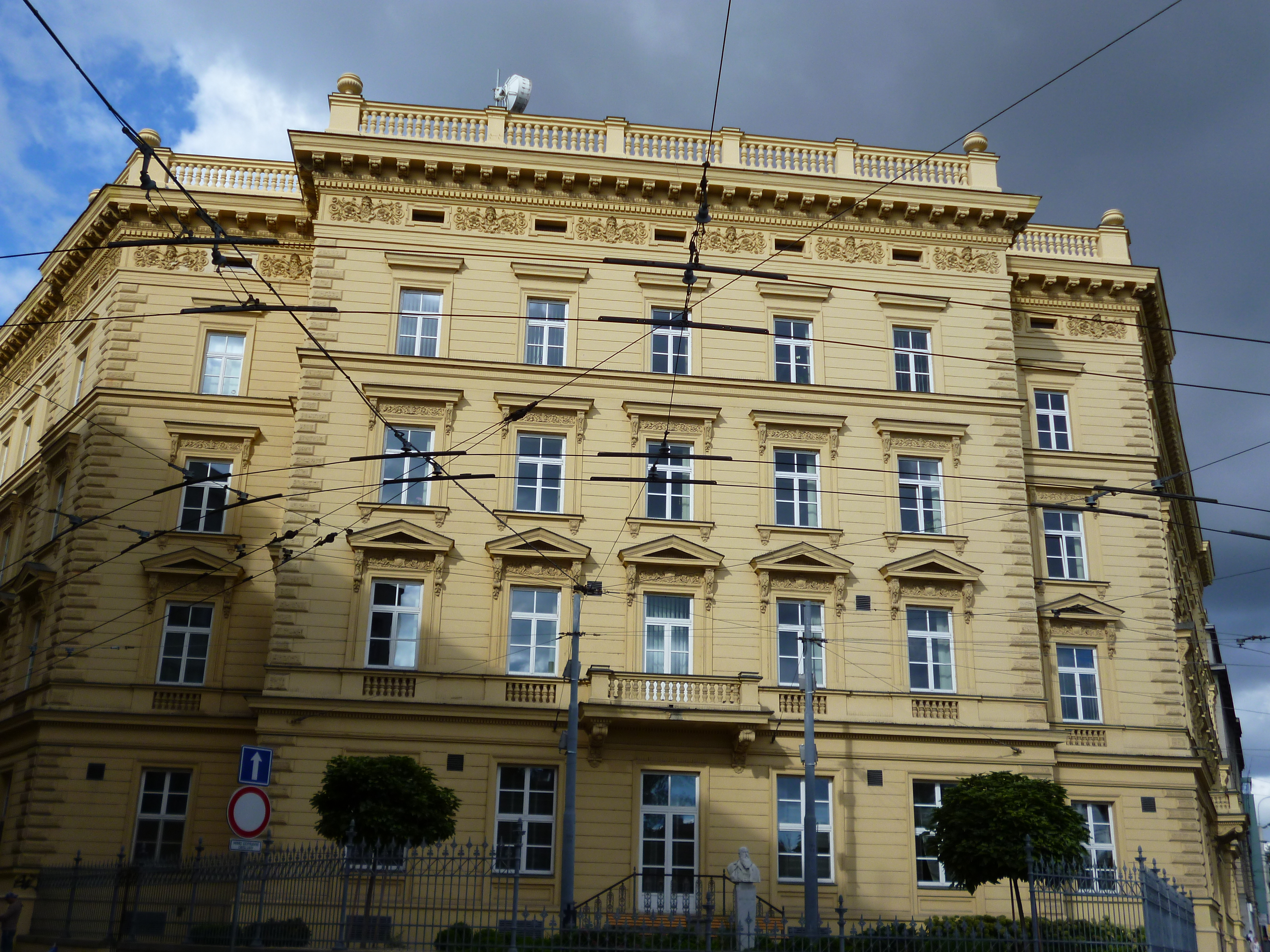
Palais Kaunitz, Rektoratsgebäude

| Nr. | Name und Lebensdaten            | Amtszeit  |
| --- | ------------------------------- | --------- |
| 1.  | Karel Engliš (1880–1961)        | 1919–1920 |
| 2.  | Pavel Ludvík Kučera (1872–1928) | 1920–1921 |
| 3.  | Bohumil Kužma (1873–1943)       | 1921–1922 |
| 4.  | Václav Vondrák (1859–1925)      | 1922–1923 |
| 5.  | František Weyr (1879–1951)      | 1923–1924 |
| 6.  | Edward Babák (1873–1926)        | 1924–1925 |
| 7.  | Vojtěch Rosický (1880–1942)     | 1925–1926 |
| 8.  | Bohumil Navrátil (1870–1936)    | 1926–1927 |
| 9.  | Jaroslav Kallab (1879–1942)     | 1927–1928 |
| 10. | Otomar Völker (1871–1955)       | 1928–1929 |
| 11. | Bohuslav Hostinský (1884–1951)  | 1929–1930 |
| 12. | Stanislav Souček (1870–1935)    | 1930–1931 |
| 13. | Bohumil Baxa (1874–1942)        | 1931–1932 |
| 14. | Rudolf Vanýsek (1876–1957)      | 1932–1933 |
| 15. | Jan Zavřel (1879–1946)          | 1933–1934 |
| 16. | Jan Krejčí (1868–1942)          | 1934–1935 |
| 17. | Dobroslav Krejčí (1869–1936)    | 1935–1936 |
| 18. | František Berka (1876–1962)     | 1936–1937 |
| 19. | Josef Podpěra (1878–1954)       | 1937–1938 |
| 20. | Arne Novák (1880–1939)          | 1938–1939 |
| 21. | Josef Podpěra (1878–1954)       | 1939–1942 |
| 22. | Václav Neumann (1884–1956)      | 1945–1947 |
| 23. | Ladislav Seifert (1883–1956)    | 1947–1948 |
| 24. | František Trávníček (1888–1961) | 1948–1959 |
| 25. | Theodor Martinec (1909–1989)    | 1959–1970 |
| 26. | Jaromír Vašků (1924–2017)       | 1970–1973 |
| 27. | Vojtěch Kubáček (1917–2010)     | 1973–1983 |
| 28. | Bedřich Čerešňák (1931–2018)    | 1983–1990 |
| 29. | Milan Jelínek (1923–2014)       | 1990–1992 |
| 30. | Eduard Schmidt (* 1935)         | 1992–1998 |
| 31. | Jiří Zlatuška (* 1957)          | 1998–2004 |
| 32. | Petr Fiala (* 1964)             | 2004–2011 |
| 33. | Mikuláš Bek (* 1964)            | 2011–2019 |
| 34. | Martin Bareš (* 1968)           | seit 2019 |